# Solihull Challenger
Il Solihull Challenger è stato un torneo professionistico di tennis giocato su campi in terra rossa. Faceva parte dell'ATP Challenger Series. Si giocava annualmente a Solihull in Gran Bretagna.

## Albo d'oro

### Singolare
| Anno | Campione       | Finalista      | Punteggio     |
| ---- | -------------- | -------------- | ------------- |
| 1982 | Andrew Jarrett | Jonathan Smith | 6–3, 6–1      |
| 1983 | Robbie Venter  | Broderick Dyke | 6–4, 3–6, 6–3 |

### Doppio
| Anno | Campioni                      | Finalisti                     | Punteggio     |
| ---- | ----------------------------- | ----------------------------- | ------------- |
| 1982 | Anand Amritraj Brad Guan      | Andrew Jarrett Jonathan Smith | 6–4, 3–6, 6–3 |
| 1983 | Andrew Jarrett Jonathan Smith | Raymond Moore David Schneider | 6–2, 4–6, 6–4 |